# Portishead (együttes)
A Portishead egy brit trip hop zenekar, amely a Bristol-tól mintegy 20 km-re fekvő Portishead városáról kapta a nevét. Az együttest 1991-ben alapította a több hangszeren is játszó Geoff Barrow és Beth Gibbons énekes. Barrow már két másik bristoli trip-hop zenekarral, a Massive Attack-kel és Tricky-vel is együtt dolgozott korábban.
A To Kill A Dead Man című rövidfilmjük megjelenése után lemezszerződést kötöttek a Go! Beat kiadóval. 1994-ben adták ki első nagylemezüket, a Dummy-t, melyen Adrien Utley gitáros is közreműködött. Bár a zenekar kerülte a sajtót, az album mégis mind Európában, mind az Egyesült Államokban sikeres lett és két kislemez – a Glory Box és a Sour Times – készült belőle.
Második albumuk, a Portishead 1997-ben jelent meg. Három kislemezt másoltak ki: a Cowboys, az Over és az All Mine számokat.
1997-ben egy egy alkalmas koncertet adtak a New York-i Roseland Ballroom-ban a New York-i Filharmonikusokkal, amiből elkészült a harmadik lemezük a Roseland NYC Live. Ugyanerről az előadásról megjelent egy VHS video is ebben az évben, majd 2002-ben egy DVD is, amin az extrák között több videóklip is található.
A harmadik albumuk, 2008 áprilisában jelent meg Third címmel. Ez az album már nem csak teljes egészében trip hop elemekkel rendelkezik, hanem olyan stílusjegyeket is magában hordoz mint pl. az experimentális rock. A Third nagyon sikeres volt a kritikusok körében, sokuk az év egyik legjobb albumának kiáltotta ki.

## Diszkográfia

### Nagylemezek
- 1994 Dummy Nagy-Britannia 2., USA 79.
- 1997 Portishead Nagy-Britannia 2., USA 21.
- 1998 Roseland NYC Live (live) Nagy-Britannia 40., USA 155.
- 2008 Third

### Sikeres kislemezek
A legsikeresebb kislemezeik helyezésükkel a brit toplistákon. Az amerikai slágerlistán a legsikeresebb a Sour Times volt, a 13. helyezésével.
- A Dummyalbumról
  - 1995 „Glory Box” 15.
  - 1995 „Sour Times” 13.
- a Portishead albumról
  - 1997 „All Mine” 8.
  - 1997 „Over” 25.
  - 1998 „Only You” 35.